# Télé Distribution Française
Télé Diffusion de France, eller TDF, är en tidssignalsservice, som sänds på långvågsradio från franska "Laboratoire primaire du temps et des frequences" (LPTF).  Tidssignalen skapas av en extremt exakt cesiumfontäns atomur.  Tidssignalen sänds från Allouis, i Frankrike vid "Centre National d'Etudes des Télécommunications" med en effekt av 2 MW på frekvensen 162 kHz.
Signalen är fasmodulerad med en bärvågsfrekvens på 162 kHz vilket inte är hörbart för radiomottagare baserad på amplitudmodulering (AM) som lyssnar på den vanliga "France Inter" signalen.  Denna signal kräver en mer komplicerad mottagare än den populära DCF77 tjänsten, men sändaren är också mycket mer kraftfull med sin effekt på 2000 kW jämfört med 50 kW för DCF77 vilket ger mycket större räckvidd.
Signalen är kontinuerlig frånsett schemalagda avbrott för underhåll mellan UTC 01:00 och 05:00 varje tisdag.